# Држењице
Држењице (слч. Drženice) насељено је мјесто са административним статусом сеоске општине (слч. obec) у округу Љевице, у Њитранском крају, Словачка Република.

## Становништво
| Година:    | 1994. | 2004.   | 2014.   | 2024.   |
| ---------- | ----- | ------- | ------- | ------- |
| Број људи: | 431   | 417     | 380     | 389     |
| Разлика:   |       | -3,24 % | -8,87 % | +2,36 % |

| Година:    | 2023. | 2024.   |
| ---------- | ----- | ------- |
| Број људи: | 386   | 389     |
| Разлика:   |       | +0,77 % |

Према подацима о броју становника из 2011. године насеље је имало 385 становника.